# 튀르키예 공산당 (2001년)
터키 공산당(튀르키예어: Türkiye Komünist Partisi, TKP)은 1993년에 설립된 튀르키예의 공산당이다. 사회주의 권력당(튀르키예어: Sosyalist İktidar Partisi, SİP)으로 창당되어 2001년에 현재의 명칭으로 개칭하였다.

## 역사

### 창당과 투쟁
터키 공산당은 1993년 터키 노동자당의 마르크스-레닌주의자들이 주축이 되어 사회주의 권력당으로 창당되었다. 2001년 11월 11일에 사회주의 권력당은 제6차 당대회에서 터키 공산당으로 개칭하고 민주집중제를 도입하여 중앙위원회를 설치하고 당 조직을 강화했다. 그해 터키 공산당은 공산당-노동자당 국제회의에 가입하여 각국 마르크스-레닌주의 공산당과의 연대를 통해 정치적 영향력을 확대했다. 2003년에는 이라크 전쟁에 반대하는 대규모 시위를 조직하였으며, 2004년에는 북대서양 조약기구 이스탄불 정상회담 반대 시위를 조직하여, 터키가 NATO에서 탈퇴할 것을 요구하였다.
2008년에는 정의개발당과 공화인민당에 반대하는 시위를, 2009년과 2010년에는 터키 철강노동자 파업을 지원했으며, 2013년에는 게지 공원 시위에서 주도적인 역할을 하였다.

### 분열
케말 오쿠안이 이끄는 마르크스-레닌주의 파벌과 파벌과 에르칸 바쉬가 이끄는 좌익 포퓰리즘 파벌을 노선을 두고 갈등했다, 터키 정부의 프롤레타리아 계급 정당 탄압에 대해 케말 오쿠안은 마르크스-레닌주의와 프롤레타리아 국제주의를 강화해야 한다고 입장을 밝혔고 에르칸 바쉬는 민족주의와 포퓰리즘에서 답을 얻을 수 있다고 믿었다. 결국 두 파벌의 갈등은 고조되었고 당은 분열되었다. 이 결과 케말 오쿠안은 공산당을, 에르칸 바쉬는 터키 인민공산당을 창당했다. 에르칸 바쉬가 설립한 터키 인민공산당은 2017년 터키 노동당으로 분열되었으며, 터키 인민공산당에 잔류한 당원들은 케말 오쿠안의 공산당과 통합하기로 결정했다.

### 통합과 재창당
2017년 1월 22일 케말 오쿠안의 공산당과 인민공산당의 통합으로 재창당된 터키 공산당은 제1차 당대회를 개최해 니키타 흐루쇼프의 수정주의/반스탈린주의와 미하일 고르바쵸프의 글라스노스트/페레스트로이카를 비판하고 이오시프 스탈린의 마르크스-레닌주의를 고수했다. 이 당대회에서 케말 오쿠안은 중앙위원회 서기장으로 선출하고 민주집중제를 강화하였다. 2019년 터키 공산당은 그리스 공산당과 함께 공산당-노동자당 국제회의를 주최하여 국제 공산당 운동에서 이오시프 스탈린과 마르크스-레닌주의에 대한 확고한 지지를 재확인하였다.